# 서이천로
서이천로(Seoicheon-ro)는 경기도 이천시 마장면에서 이천시 관고동 사음동삼거리를 연결하는 총 연장 9.627 km의 주요 도로이다.

## 주요 경유지
경기도
- 이천시(마장면 - 신둔면 - 관고동)

## 노선
| 이름                        | 접속 노선                                                 | 소재지 | 소재지 | 비고 |
| --------------------------- | --------------------------------------------------------- | ------ | ------ | ---- |
| (이름없음)                  | 오천로                                                    | 이천시 | 마장면 |      |
| 당거교                      |                                                           | 이천시 | 마장면 |      |
| 마장사거리                  | 지방도 제325호선 (덕평로)                                 | 이천시 | 마장면 |      |
| 이치1회전교차로             | 국도 제42호선 (중부대로) 서이천로231번길 서이천로 241번길 | 이천시 | 마장면 |      |
| 표고 교차로                 | 프리미엄아울렛로                                          | 이천시 | 마장면 |      |
| 도드람 교차로               | 국도 제42호선 (중부대로)                                  | 이천시 | 마장면 |      |
| 정학골삼거리                | 서이천로337번길                                           | 이천시 | 마장면 |      |
| 도드람산사거리              | 서이천로482번길                                           | 이천시 | 마장면 |      |
| 목리교                      |                                                           | 이천시 | 마장면 |      |
| 장암사거리                  | 서이천로578번길                                           | 이천시 | 마장면 |      |
| 장생이사거리                | 이장로 서이천로 634번길                                   | 이천시 | 마장면 |      |
| 서이천사거리(서이천 나들목) | 제35호선 중부고속도로                                     | 이천시 | 마장면 |      |
| 도예고삼거리                | 둔터로 서이천로719번길                                    | 이천시 | 마장면 |      |
| 고척사거리                  | 서이천로853번길                                           | 이천시 | 신둔면 |      |
| 수남삼거리                  | 둔터로                                                    | 이천시 | 신둔면 |      |
| 사음동삼거리                | 경충대로                                                  | 이천시 | 관고동 |      |

## 주요 건물및 시설
- 미니스톱 이천마장점 (경기도 이천시 마장면 서이천로 83)
- SK에너지 오천주유소 (경기도 이천시 마장면 서이천로 224)
- 현대오일뱅크 서희에너지 (경기도 이천시 마장면 서이천로 393)
- SK에너지 마장주유소 (경기도 이천시 마장면 서이천로 564)
- 현대오일뱅크 직영 서이천주유소 (경기도 이천시 마장면 서이천로 811)
- 세븐일레븐 이천서이천점 (경기도 이천시 마장면 서이천로 876)